# University of Pennsylvania Press
University of Pennsylvania Press (sau Penn Press) este o editură universitară afiliată University of Pennsylvania și situată în Philadelphia, Pennsylvania. 
Editura a fost fondată în statul Pennsylvania pe 26 martie 1890, iar marca University of Pennsylvania Press a apărut pentru prima oară pe publicațiile tipărite la sfârșitul ultimului deceniu al secolului al XIX-lea, fiind una dintre primele astfel de mărci din America. Una dintre primele cărți publicate de editură a fost studiul sociologic The Philadelphia Negro: A Social Study (1899) al renumitului sociolog, reformator și critic social de culoare W.E.B. Du Bois; cartea continuă să fie tipărită și în prezent. 
În prezent editura are un portofoliu activ de aproximativ 2.000 de titluri și o producție anuală mai mare de 120 de cărți noi în cadrul unui program editorial specializat. Principalele domenii de interes sunt istoria și cultura americană, civilizația antică, medievală și renascentistă, antropologia, arhitectura peisagistica, artele de studio, drepturile omului, studiile iudaice și științele politice. Editura publică, de asemenea, 16 reviste academice peer-review, mai ales în domeniul științelor umane, și revista Dissent.
University of Pennsylvania Press, Inc. este o corporație non-profit din Pennsylvania, deținută integral de University of Pennsylvania, menținându-și propriul statut fiscal non-profit în conformitate cu secțiunea 501(c)(3) a United States Internal Revenue Code.
Sediul editurii se află în prezent la 3905 Spruce Street, din Philadelphia, Pennsylvania. Clădirea care adăpostește sediul editurii este fosta Casă Potts construită de societatea de arhitectură Wilson Brothers & Company în 1876. Casa a servit anterior ca sediu al International House Philadelphia și al postului de radio WXPN.

## Reviste științifice
University of Pennsylvania Press publică 13 reviste științifice:
| - J19 - Change Over Time - Dissent - Early American Studies - The Eighteenth Century - Hispanic Review - Humanity | - Journal of the Early Republic - Journal for Early Modern Cultural Studies - Journal of the History of Ideas - The Jewish Quarterly Review - Magic, Ritual, and Witchcraft - Revista Hispánica Moderna |

## Legături externe
- University of Pennsylvania Press
- Penn Press Log